# Tsuneko Sasamoto
Tsuneko Sasamoto (笹本 恒子, Sasamoto Tsuneko), née le 1er septembre 1914 et morte le 15 août 2022 à Kamakura, est une photographe japonaise. Elle est considérée comme la première femme photojournaliste connue au Japon.

## Biographie
Tsuneko Sasamoto naît dans une famille de marchands de kimonos et se passionne très vite pour l'art. Elle devient photographe professionnelle aux alentours de l'âge de 25 ans, au début des années 1940. Elle explique que c'est la photographe Margaret Bourke-White qui lui donne envie de se lancer alors que tout le monde essaie de la décourager.
Elle documente par ses œuvres la vie au Japon durant la guerre du Pacifique, mais aussi d'autres moments ou des personnalités importantes dans l'histoire du pays tels que le général Douglas MacArthur et son épouse pendant l'occupation américaine ou des romanciers, poètes et artistes japonais. Elle a aussi l'opportunité de photographier le chef du parti socialiste Inejiro Asanuma, la veille de son assassinat, en 1955. Ce cliché devient célèbre.
En 2014, elle expose, au JCII Photo Salon de Tokyo, 100 photographies de femmes et héroïnes méconnues des ères Meiji et Showa, dont la chanteuse Noriko Awaya. Cet évènement montre un pan important de son travail car elle n'a de cesse, durant sa carrière, de tenter de réhabiliter des figures féminines oubliées.
Le 15 août 2022, elle décède dans une maison de retraite à Kamakura.

## Reconnaissance
Le travail de Tsuneko Sasamoto est oublié jusqu'à sa redécouverte en 1985, grâce à une exposition. Celle-ci marque sa renommée parmi les photographes japonais.
Elle est aujourd'hui considérée comme la première femme photojournaliste connue au Japon et est souvent comparée à Jessie Tarbox Beals, la première photojournaliste aux États-Unis.

## Distinction
En 2016, Tsuneko Sasamoto reçoit le Lucie Award for Lifetime Achievement pour l'ensemble de sa carrière.